# Lavoux
Lavoux là một xã, tọa lạc ở tỉnh Vienne trong vùng Nouvelle-Aquitaine, Pháp. Xã này có diện tích 15,03 km², dân số năm 2006 là 1103 người. Xã nằm ở khu vực có độ cao từ 99–129 m trên mực nước biển.

## Biến động dân số
| Năm | 1962 | 1968 | 1975 | 1982 | 1990 | 1999  | 2006  |
| --- | ---- | ---- | ---- | ---- | ---- | ----- | ----- |
| Dân số | 617  | 637  | 568  | 748  | 881  | 1 008 | 1 103 |
| From the year 1962 on: No double counting—residents of multiple communes (e.g. students and military personnel) are counted only once. |      |      |      |      |      |       |       |